# Трентон (Небраска)
Трентон (англ. Trenton) — селище (англ. village) в США, в окрузі Гічкок штату Небраска. Населення — 516 осіб (2020).

## Географія
Трентон розташований за координатами 40°10′29″ пн. ш. 101°0′49″ зх. д. / 40.17472° пн. ш. 101.01361° зх. д. (40.174669, -101.013573).  За даними Бюро перепису населення США в 2010 році селище мало площу 1,50 км², уся площа — суходіл.

## Демографія
Згідно з переписом 2010 року, у селищі мешкало 560 осіб у 264 домогосподарствах у складі 134 родин. Густота населення становила 374 особи/км².  Було 328 помешкань (219/км²).
Расовий склад населення:
| - 98,4 % — білих - 0,5 % — корінних американців - 0,4 % — чорних або афроамериканців |

До двох чи більше рас належало 0,4 %. Частка іспаномовних становила 1,6 % від усіх жителів.
За віковим діапазоном населення розподілялося таким чином: 18,6 % — особи молодші 18 років, 53,7 % — особи у віці 18—64 років, 27,7 % — особи у віці 65 років та старші. Медіана віку мешканця становила 48,1 року. На 100 осіб жіночої статі у селищі припадало 96,5 чоловіків;  на 100 жінок у віці від 18 років та старших — 88,4 чоловіків також старших 18 років.
Середній дохід на одне домашнє господарство  становив 35 649 доларів США (медіана — 31 875), а середній дохід на одну сім'ю — 45 752 долари (медіана — 48 333). Медіана доходів становила 33 250 доларів для чоловіків та 17 350 доларів для жінок. За межею бідності перебувало 21,9 % осіб, у тому числі 25,2 % дітей у віці до 18 років та 12,8 % осіб у віці 65 років та старших.
Цивільне працевлаштоване населення становило 166 осіб. Основні галузі зайнятості: роздрібна торгівля — 25,9 %, освіта, охорона здоров'я та соціальна допомога — 16,3 %, оптова торгівля — 12,7 %, публічна адміністрація — 12,0 %.